# Bataille de la rivière Rapido
Campagne d'Italie de la Seconde Guerre mondiale
Batailles
Invasion de la Sicile
- Lampedusa
- Corkscrew
- Mincemeat
- Barclay
- Animals
- Chestnut
- Narcissus
- Fustian
- Ladbroke
- Gela
- Troina
- Centuripe

Invasion de l'Italie
- Baytown
- Avalanche
- Rome
- Slapstick
- Armistice de Cassibile
- Achse
- Naples
- Bombardement du Vatican
- Ligne Volturno
- Libération de la Corse
- Ligne Barbara
- Bombardement de Bari

Ligne Gustave
- Ligne Bernhardt
- Raincoat
- San Pietro Infine
- Rivière Moro
- Ortona
- Rivière Rapido
- Monte Cassino
- Shingle
- Cisterna
- Diadem
- Strangle
- Ligne Trasimene
- Libération de Rome
- Ancône
- Brassard

Ligne gothique
- Rimini
- Saint-Marin
- Gemmano
- Montecieco
- Monte Castello
- Garfagnana

Offensive du printemps 1945
- Tombola
- Bowler
- Roast
- Bologne
- Argenta Gap
- Herring
- Collecchio

Guerre civile italienne
La bataille de la rivière Rapido est un affrontement s'étant déroulé du 20 au 22 janvier 1944 résultant d'une des nombreuses tentatives des Alliés pour franchir la ligne Gustave lors de la campagne d'Italie pendant la Seconde Guerre mondiale. Malgré son nom, la bataille s'est déroulée sur la rivière Gari.
Le lieutenant général Mark Clark, commandant de la 5e armée des États-Unis, dans une tentative de percement des défenses allemandes de la ligne d'hiver, tente de traverser la rivière Gari, au sud du Mont Cassin, avec deux régiments (les 141e et 143e régiments d'infanterie) de la 36e division d'infanterie américaine, commandés par le major général Fred Walker. Après avoir traversé la rivière dans des bateaux, les Américains sont coupés des renforts et du soutien et soumis à des tirs nourris et à des contre-attaques d'éléments de la 15e division allemande de Panzergrenadier stationnés sur la rive ouest de la rivière. Les Américains subissent des pertes très élevées et après deux jours de combats, les survivants doivent se replier de l'autre côté de la rivière.